# Lumezzane San Sebastiano
San Sebastiano è con Sant'Apollonio uno dei due quartieri del nucleo principale del comune bresciano di Lumezzane.

## Storia

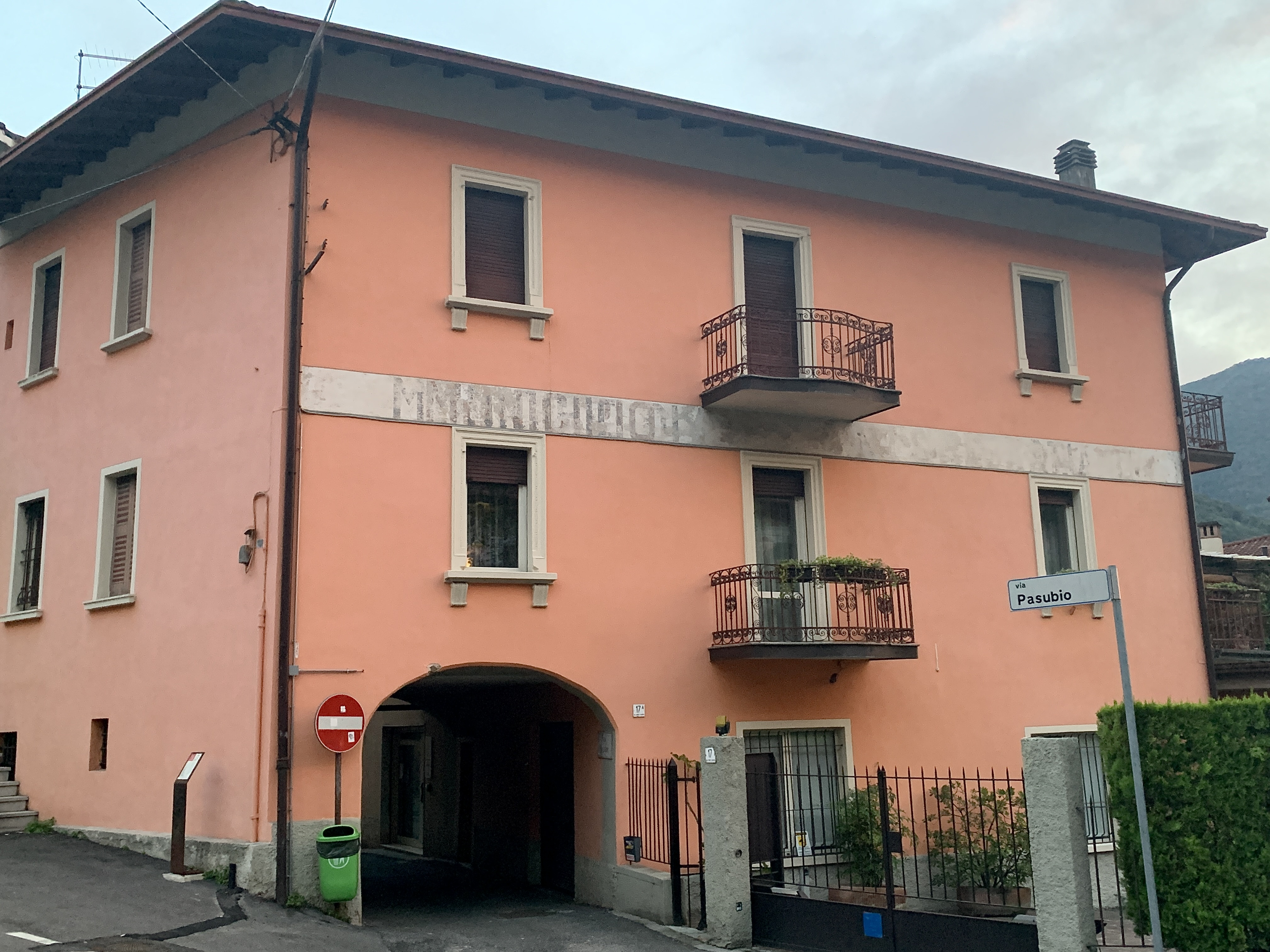
Ex municipio di San Sebastiano

Il comune di Lumezzane Sant'Apollonio fu diviso in due parti nel 1921, riconoscendo l'antica presenza di due distinte parrocchie in paese.
L'autonomia comunale durò comunque molto poco, perché solo sei anni dopo il fascismo ordinò d'autorità la riunione dell'abitato, aggiungendo inoltre la confinante Lumezzane Pieve.